# Cancrion carolinus
Cancrion carolinus är en kräftdjursart som beskrevs av Arthur Sperry Pearse och Walker 1939. Cancrion carolinus ingår i släktet Cancrion och familjen Entoniscidae.
Artens utbredningsområde är North Carolina. Inga underarter finns listade i Catalogue of Life.